# Gran Premio de Alemania del Este de Motociclismo de 1961
El Gran Premio de Alemania del Este de Motociclismo de 1961 fue la séptima prueba de la temporada 1961 del Campeonato Mundial de Motociclismo. El Gran Premio se disputó el 30 de julio de 1961 en el Circuito de Sachsenring.

## Resultados 500cc
Nuevamente, Gary Hocking y Mike Hailwood terminaron primero y segundo, manteniendo la general del Mundial emocionante. Detrás de ellos, Bert Schneider sorprendentemente terminó tercero. Anotó sus primeros puntos en el Mundial, al igual que John Farnsworth, Jack Findlay y Anssi Resko. Este fue también el resultado del fracaso de Frank Perris y Paddy Driver, mientras que muchos otros miembros del personal permanente no habían viajado a la RDA.
| Pos.    | Piloto              | Equipo    | Tiempo       | Pts. |
| ------- | ------------------- | --------- | ------------ | ---- |
| 1       | Gary Hocking        | MV Privat | 1h 05' 08" 8 | 8    |
| 2       | Mike Hailwood       | Norton    | +2' 08" 3    | 6    |
| 3       | Bert Schneider      | Norton    | +3' 23" 4    | 4    |
| 4       | John Farnsworth     | Norton    | +1 Vuelta    | 3    |
| 5       | Jack Findlay        | Norton    | +1 Vuelta    | 2    |
| 6       | Anssi Resko         | Norton    | +1 Vuelta    | 1    |
| 7       | Tommy Robinson      | Norton    | +1 Vuelta    |      |
| 8       | Jacques Insermini   | Norton    | +2 Vueltas   |      |
| 9       | Lothar John         | BMW       | +2 Vueltas   |      |
| 10      | Tony Schmidt        | Norton    | +2 Vueltas   |      |
| 11      | Vernon Cottle       | Norton    | +2 Vueltas   |      |
| 12      | Joachim Claus       | Norton    | +3 Vueltas   |      |
| 13      | Johannes Müller     | Norton    | +3 Vueltas   |      |
| Ret     | Frank Perris        | Norton    | Ret          |      |
| Ret     | Paddy Driver        | Norton    | Ret          |      |
| Ret     | William Van Leeuwen | Norton    | Ret          |      |
| Fuente: |                     |           |              |      |

## Resultados 350cc
Antes del comienzo de la carrera, Gary Hocking y František Šťastný lideraban la Copa del Mundo juntos. Ahora Hocking ganó, pero Št'astný limitó el daño al terminar segundo. Bob McIntyre también subió al tercer lugar del podio con su tercer lugar, que compartía con Phil Read.
| Pos. | Piloto             | Moto      | Tiempo     | Pts. |
| ---- | ------------------ | --------- | ---------- | ---- |
| 1    | Gary Hocking       | MV Privat | 1h 00' 46" | 8    |
| 2    | František Št'astný | Jawa      | +22" 2     | 6    |
| 3    | Bob McIntyre       | Bianchi   | +22" 2     | 4    |
| 4    | Gustav Havel       | Jawa      | +2' 33" 8  | 3    |
| 5    | Ernesto Brambilla  | Bianchi   | +2' 48" 3  | 2    |
| 6    | Bert Schneider     | Norton    | +1 Vuelta  | 1    |
| 7    | Jack Findlay       | Norton    | +1 Vuelta  |      |
| 8    | Tommy Robinson     | Norton    | +1 Vuelta  |      |
| 9    | John Farnsworth    | AJS       | +1 Vuelta  |      |
| 10   | Frank Perris       | Norton    | +1 Vuelta  |      |
| 11   | Geoffrey Tanner    | Norton    | +1 Vuelta  |      |
| 12   | Anssi Resko        | Norton    | +1 Vuelta  |      |
| 13   | Jacques Insermini  | Norton    | +2 Vueltas |      |
| 14   | Toni Schmitz       | Norton    | +2 Vueltas |      |
| 15   | Peter Alexander    | Norton    | +2 Vueltas |      |
| 16   | Miroslav Cada      | CKB       | +2 Vueltas |      |
| 17   | Tony Horton        | Norton    | +2 Vueltas |      |
| 18   | Willi Stein        | Norton    | +2 Vueltas |      |
| Ret  | Rudi Thalhammer    | Norton    | Ret        |      |
| Ret  | Willy van Leeuven  | Norton    | Ret        |      |
| Ret  | Paddy Driver       | Norton    | Ret        |      |

## Resultados 250cc
En el cuarto de litro, los pilotos de Honda se mantuvieron puntos. Esta vez, Mike Hailwood ganó a Jim Redman y Kunimitsu Takahashi. Con eso, Hailwood lideraba en solitario el Mundial, seguido de Redman. Z no pudo ganar en casa.
| Pos. | Piloto              | Moto    | Tiempo     | Pts. |
| ---- | ------------------- | ------- | ---------- | ---- |
| 1    | Mike Hailwood       | Honda   | 50' 00" 7  | 8    |
| 2    | Jim Redman          | Honda   | +19" 6     | 6    |
| 3    | Kunimitsu Takahashi | Honda   | +40" 2     | 4    |
| 4    | Tom Phillis         | Honda   | +1' 52" 8  | 3    |
| 5    | Alan Shepherd       | MZ      | +1' 53" 3  | 2    |
| 6    | Werner Musiol       | MZ      | +2' 46" 7  | 1    |
| 7    | László Szabó        | MZ      | +3' 08" 9  |      |
| 8    | Bob McIntyre        | Honda   | +1 Vuelta  |      |
| 9    | Gustav Havel        | Jawa    | +1 Vuelta  |      |
| 10   | Roland Brendel      | NSU-Max | +2 Vueltas |      |
| 11   | René Barone         | Ducati  | +3 Vueltas |      |
| 12   | Werner Butthoff     | MZ      | +5 Vueltas |      |
| Ret  | Ernst Degner        | MZ      | Ret        |      |
| Ret  | Helmut Weber        | MZ      | Ret        |      |
| Ret  | Walter Brehme       | MZ      | Ret        |      |
| Ret  | Helmut Morgenstern  | NSU     | Ret        |      |

## Resultados 125cc
En el octavo de litro, Ernst Degner ganó su carrera en casa, por delante de Tom Phillis y Kunimitsu Takahashi. Todavía no podía amenazar a Phillis, pero se separó de Jim Redman, quien solo pudo terminar sexto. Por cierto, Luigi Taveri cruzó la línea de meta en tercer lugar, pero fue descalificado.
| Pos. | Piloto              | Moto      | Tiempo      | Pts. |
| ---- | ------------------- | --------- | ----------- | ---- |
| 1    | Ernst Degner        | MZ        | 48' 09" 1   | 8    |
| 2    | Tom Phillis         | Honda     | +30" 3      | 6    |
| 3    | Kunimitsu Takahashi | Honda     | +57" 2      | 4    |
| 4    | László Szabó        | MZ        |             | 3    |
| 5    | Walter Brehme       | MZ        |             | 2    |
| 6    | Jim Redman          | Honda     |             | 1    |
| 7    | Hartmut Bischoff    | MZ        |             |      |
| 8    | Friedhelm Kohlar    | MZ        | + 1 Vuelta  |      |
| 9    | Horst Näser         | MZ        | + 1 Vuelta  |      |
| 10   | Heinz Rosner        | MZ        | + 1 Vuelta  |      |
| 11   | Jochen Leitert      | MZ        | + 1 Vuelta  |      |
| 12   | Dieter Krumpholz    | MZ        | + 1 Vuelta  |      |
| 13   | Bernd Döhnert       | MZ        | + 2 Vueltas |      |
| 14   | René Barone         | MV Agusta | + 2 Vueltas |      |
| 15   | Kurt Fritzsche      | MZ        | + 2 Vueltas |      |
| 16   | Olaf Wallin         | Ducati    | + 2 Vueltas |      |
| DSQ  | Luigi Taveri        | Honda     | DSQ         |      |
| Ret  | Alan Shepherd       | MZ        | Ret         |      |
| Ret  | Wermer Musiol       | MZ        | Ret         |      |
| Ret  | Mike Hailwood       | Honda     | Ret         |      |